# معدن طلای مزرعه شادی
معدن طلای مزرعهٔ شادی در شمال غرب ایران در ناحیهٔ کوهستانی مرتفع استان آذربایجان شرقی، شهرستان ورزقان واقع شده است. جادهٔ دسترسی به این معدن از محور ورزقان به خاروانا و جادهٔ فرعی چیچکلو بعد از روستای شرف آباد می‌باشد. ارتفاع معدن ۱۹۶۰ متر از سطح دریا بوده و آب و هوای منطقه در زمستان سرد و یخ بندان با حدود دمای ۳۰- درجهٔ سانتی‌گراد و تابستان معتدل با دمای حدود ۳۵ درجه سانتی گراد را دارد. این معدن در سال ۱۳۷۹ توسط مهندسان سازمان زمین‌شناسی، شناسایی و معرفی شد و سرانجام پس از گذشت حدود یک دهه، در سال ۱۳۹۳ با سرمایه‌گذاری یک شرکت چینی احداث شد. هم‌اکنون مدیر عامل شرکت بهره‌بردار این معدن بائوهوا کونگ می‌باشد.

## ممانعت کارفرمای چینی از فعالیت کارگران
از ۲۲ دی ماه ۱۴۰۳ کارفرما و پیمانکار چینی با متوقف کردن موقت فعالیت معدن طلای مزرعهٔ شادی، اجازه ورود به کارگران شاغل در این واحد را نمی‌دهد. گرچه هنوز قطعیتی در تعدیل این کارگران وجود ندارد. بر پایهٔ اظهارات این کارگران، از قرار معلوم نزدیک به ۵۰ تا ۶۰ نفر از کارگران از حضور در محل کار خود منع شده‌اند. دلیل این اقدام هم اگر چه به صورت دقیق مشخص نشده اما کارگران مدعی‌اند در ادامه پیگیری مطالبات قانونی‌شان بوده است. این کارگران بین ۸ تا ۱۰ سال سابقه کار دارند.
با وجود اینکه فعالیت معدن طلای مزرعهٔ شادی به عنوان یکی از بزرگ‌ترین معادن طلای کشور با بیش از دو میلیون ۱۷۵ هزار تن ذخیره معدنی در ۱۱٫۵ هکتار از اراضی روستای مزرعهٔ شادی از سال ۱۳۹۳ شروع شده است؛ کارگران که همگی از اهالی روستاهای اطراف این معدن هستند نه تنها از مزایای این معدن بی‌بهره بوده‌اند بلکه منبع درآمد زندگیشان که از طریق کشاورزی، دامداری و زنبورداری بوده نیز تحت تأثیر این معدن قرار گرفته است.